# Силикоза
Силикоза је пнеумокониоза илити професионална болест плућа узрокована удисањем кристалне силикатне прашине. Од силикозе најчешће обољевају стаклари, каменоресци, зуботехничари, рудари, радници у каменоломима и радници на сличним радним местима који су током година изложени удисању прашине настале због брушења стакла, керамике, камена (кремена) и сличних материјала.
Акутна силикоза је карактерисана плитким дисањем, грозницом и цијанозом (плавкаста кожа и слузнице), а често се због сличних симптома погрешно дијагностикује као плућни едем (појава течности у плућима), упала плућа или туберкулоза. Силикоза је иреверзибилно стање и за њу не постоји лек. Према подацима Светске здравствене организације, силикоза је најчешће професионално обољење плућа у свету, а појављује се у свим земљама, но најчешће у земљама у развоју због недостатка заштитних средстава и лоше радне хигијене.

## Утврђивање и дијагноза
Постоје три кључна елемента за дијагнозирање силикозе. Најпре би историја пацијента требало да открије изложеност довољној количини силикатне прашине која може изазвати болест. Потом се врши претрага унутрашњости грудног коша, најчешће преко рендген апарата. Трећи елеменат је да не постоје симптоми неке друге болести која проузрокује сличне ефекте, пошто ти резултати нису специфични само за силикозу. ЦТ скенирање је такође један од начина утврђивања болести.

## Превенција
Најбољи начин превенције силикозе је да се идентификују активности на радном месту које стварају силикатну прашину која се може удахнути, а потом да се елиминише или контролише та прашина. Прскање водом је један од честих начина контролисања силикатне прашине. Прашина такође може да се контролише путем филтрирања ваздуха.